# Ziegelerden
Ziegelerden is een plaats in de Duitse gemeente Kronach, deelstaat Beieren, en telt 411 inwoners.